# Atractus vittatus
Atractus vittatus — вид змій родини полозових (Colubridae). Ендемік Венесуели.

## Поширення і екологія
Atractus vittatus мешкають в горах Прибережного хребта на півночі Венесуели. Вони живуть у вологих гірських і хмарних тропічних лісах, на висоті від 700 до 2200 м над рівнем моря.